# Alida

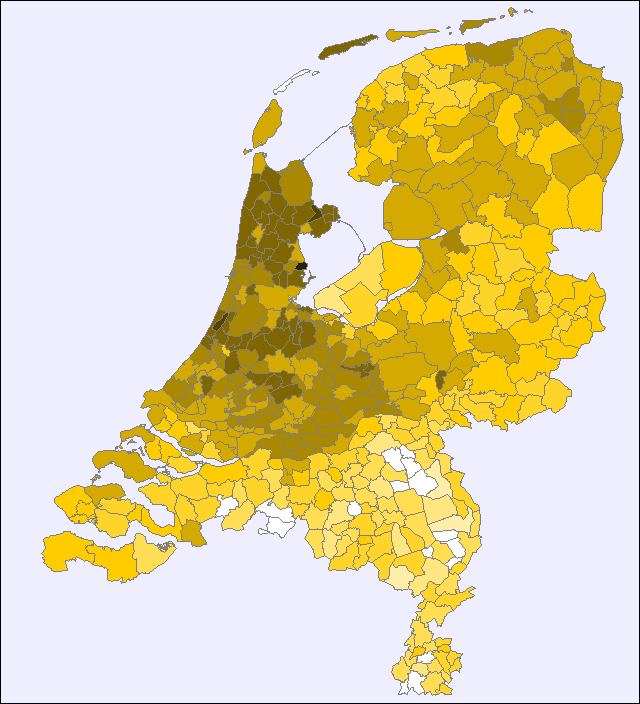
Mapa zobrazující Nizozemí, kde čím tmavší žlutá, tím více novorozeňat pojmenovaných jménem Alida, 2018

Alida je ženské křestní jméno německého původu. Jedná se odvozeninu z germénského jména Adelheid nebo z francouzského jména Adelaida a vykládá se jako „ušlechtilá bytost, vznešených způsobů (postavy)“.
Podle maďarského kalendáře má svátek 17. června.

## Alida vjiných jazycích
- německy, anglicky, polsky, italsky, maďarsky: Alida

## Známé nositelky jména
- Alida Valli – italská herečka